# Tomáš Skuhravý
Tomáš Skuhravý (ur. 7 września 1965 w Přerovie nad Labem) – czeski piłkarz, reprezentant Czechosłowacji (1985–1993) i Czech (1994–1995), uczestnik w Mistrzostw Świata 1990, na których zdobył pięć goli, zostając wicekrólem strzelców.

## Sukcesy
- 1984: Mistrzostwo Czechosłowacji (Sparta Praga)
- 1984: Puchar Czechosłowacji (Sparta Praga)
- 1987: Mistrzostwo Czechosłowacji (Sparta Praga)
- 1988: Mistrzostwo Czechosłowacji (Sparta Praga)
- 1988: Puchar Czechosłowacji (Sparta Praga)
- 1989: Mistrzostwo Czechosłowacji (Sparta Praga)
- 1989: Puchar Czechosłowacji (Sparta Praga)
- 1990: Mistrzostwo Czechosłowacji (Sparta Praga)